# Altezza (acustica)
L'altezza (o pitch o acutezza) di un suono è la caratteristica che permette di distinguerlo come grave o acuto, in base alla frequenza fondamentale percepita, ad esempio, di una nota emessa da uno strumento musicale. Ciò dipende dalla frequenza dell'onda sonora che lo ha generato, e in particolare, più la frequenza è bassa e più il suono ci apparirà grave, ed al contrario, più la frequenza è elevata e più il suono ci sembrerà acuto.

## Percezione
Per ciò che riguarda l'altezza dei suoni, i limiti dell'orecchio umano vanno da un minimo di 16 Hz ad un massimo di 20000 Hz; tuttavia, la pratica musicale comune si serve di suoni la cui frequenza è compresa in limiti più ristretti, generalmente tra le note fondamentali di un pianoforte a 88 tasti, ovvero tra circa 55 e 8400 vibrazioni semplici al secondo, pari al La grave (La-1 = 27,5 Hz) e il Do acuto (Do7 = 4185,6 Hz) della tastiera. 
In alcuni casi, il sistema di percezione uditiva umana può avere alcune difficoltà nel distinguere piccole differenze di altezza fra le note, e a causa degli ipertoni e degli armonici naturali del suono emesso, oppure del suo volume (intensità), è possibile che l'altezza percepita non corrisponda alla frequenza fondamentale reale del suono. Infatti la minima differenza avvertibile, la soglia oltre la quale è percepita la variazione di frequenza, è di circa cinque cent, cioè cinque centesimi di un semitono equabile; ma questa soglia varia lungo lo spettro delle frequenze udibili ed è minore quando due note sono suonate contemporaneamente.
Inoltre, sebbene una piccola variazione della frequenza (es: ± 0,5%) potrebbe non comportare una diretta variazione percepibile nell'altezza del suono, una variazione di altezza comporta in ogni caso una diretta variazione della frequenza (es: 440 → 442 Hz). 
Come le altre sensibilità umane agli stimoli, la percezione dell'altezza può essere spiegata dalla legge di Weber-Fechner.
L'altezza è influenzata anche dall'intensità del suono (volume), specialmente alle basse frequenze. Per esempio, una nota grave può essere percepita ancora più grave se suonata a minore intensità. 
Come accade per gli altri sensi, anche la percezione relativa dell'altezza può essere tratta in inganno, creando delle illusioni uditive. Ve ne sono diverse, come il paradosso del tritono o la più nota scala Shepard, dove una sequenza ripetuta (continua o discreta) di toni disposti in modo particolare (parziali separate da un'ottava) può sembrare come una sequenza ascendente o discendente infinita.

## Suono determinato e indeterminato
Uno strumento a suono determinato è uno strumento musicale che emette suoni in riferimento alle note musicali. Può essere strumento a suono determinato un qualsiasi strumento a note come il pianoforte; non lo è uno strumento come una grancassa o un'intera batteria, detti a suono indeterminato (nonostante i volumi dei componenti ed il tiraggio delle pelli, possa essere accordato a determinate frequenze).
Allo scopo di uniformare l'altezza dei suoni, in tutti i paesi del mondo, dal 1859 in poi son stati convocati a più riprese vari congressi internazionali, con il compito di stabilire la frequenza di riferimento standardizzata del diapason (soprattutto, per la musica classica). Il più recente di questi è stato il congresso di Londra (nel 1951), nel quale si è fissato il valore di 880 vibrazioni semplici al secondo, pari alla frequenza di 440 Hz.
Questa frequenza, alla quale oggi tutti si attengono, corrisponde alla nota La dell'ottava centrale (La3) di un pianoforte a 88 tasti, detta anche A4 nella notazione scientifica delle altezze, o anche alla notazione nel secondo spazio nel pentagramma in chiave di violino, oppure alla stessa nota (con la stessa altezza) suonata da uno strumento qualsiasi, per cui la vibrazione fondamentale è pari a quella di un tono puro a 440 Hz, indipendentemente dalla quantità e qualità delle armoniche emesse.

### Il diapason da concerto
Il La sopra il Do centrale al giorno d'oggi è fissato a 440 Hz e spesso è scritto come "A = 440 Hz" (o semplicemente A440) e conosciuto come diapason da concerto . Questo standard è stato adottato di recente. L'altezza è spesso citata come uno dei fondamentali aspetti della musica.

## Classificazione delle altezze
Le altezze sono spesso classificate usando la notazione scientifica dell'altezza o una qualche combinazione di una lettera e un numero che rappresenta una frequenza fondamentale. Per esempio, ci si può riferire al La sopra al Do centrale con "A4" o con "A440". Ma ci sono due problemi con questa pratica. In primo luogo nel sistema temperato equabile la notazione è sovrabbondante: la nota Mi♯4 ha la stessa altezza della nota Fa4. In secondo luogo la percezione umana dell'altezza è logaritmica: l
Per evitare questi problemi i teorici musicali talvolta rappresentano le altezze usando una scala basata sul logaritmo della frequenza fondamentale. Per esempio si può adottare lo standard MIDI per mappare la frequenza fondamentale f con un numero reale p:
{\displaystyle p=69+12\log _{2}\left({\frac {f}{440}}\right)}
Questa funzione crea uno spazio dell'altezza lineare in cui le ottave hanno dimensione 12, i semitoni (i tasti adiacenti di una tastiera) dimensione 1 e al Do centrale è assegnato il numero 60. La distanza in questo spazio corrisponde alla distanza musicale così come viene misurata dagli esperimenti psicologici e compresa dai musicisti. Il sistema è flessibile in modo da includere "microtoni" non usati nelle tastiere standard. Per esempio l'altezza a metà fra Do (60) e Do♯ (61) può essere classificata come 60,5.

## Variazioni d'altezza
L'altezza di un suono può essere descritta in molti modi, come alta o bassa, grave o acuta, discretizzata o continua, determinata o indeterminata, che varia nel tempo (chirping) e la maniera in cui questo cambiamento avviene nel tempo(es: glissando, portamento, vibrato). In base all'estensione della voce umana (registro vocale), si classificano dalla più grave alla più acuta, in: basso, baritono, tenore, contralto, mezzosoprano e soprano.
Musicalmente non conta tanto la frequenza assoluta dei suoni, ma è importante la relazione che c'è fra queste altezze, cioè la differenza che può essere espressa da un rapporto o misurata in cent. Le persone in grado di riconoscere queste relazioni hanno quello che si chiama un orecchio relativo, mentre le persone che riconoscono l'altezza reale di un suono hanno il cosiddetto orecchio assoluto.

## Scale
Le altezze relative delle singole note che compongono una scala possono essere determinate in base a uno dei vari temperamenti. Nel mondo occidentale, il metodo più comune è quello della scala cromatica, che col temperamento equabile è al giorno d'oggi il sistema di temperamento maggiormente diffuso.
In questo sistema il rapporto d'altezza tra due note consecutive della scala è esattamente la radice dodicesima di due (circa 1,05946). Nei sistemi ben temperati (usati al tempo di Johann Sebastian Bach) esistono altri metodi di temperamento musicale. Quasi tutti questi sistemi hanno un intervallo in comune, l'ottava, in cui le altezze degli estremi sono l'una il doppio dell'altra. Per esempio se il La sopra al Do centrale è 440 Hz, il La superiore di un'ottava è 880 Hz.
Nella musica atonale, in quella dodecafonica o nella musical set theory, l'altezza è una specifica frequenza mentre una pitch class è ciascun insieme delle frequenze separate da ottave. Per esempio, Do♯ e Re♭ hanno la stessa altezza mentre Do4 e Do5 sono funzionalmente uguali, perché separati di un'ottava.
Al contrario dei suoni che variano con continuità le altezze discretizzate sono praticamente universali, con poche eccezioni fra cui "tumbling strains" (Sachs & Kunst, 1962) e "indeterminate-pitch chants" (Malm, 1967). Le note glissate sono usate in molte culture, ma sono comunque da mettere in relazione alle note discrete da cui derivano e che abbelliscono.

## Altezze storiche
Storicamente diverse convenzioni sono state impiegate per fissare l'altezza delle note a specifiche frequenze. Vari sistemi di temperamento sono stati applicati per determinare i rapporti fra le frequenze delle note di una scala. Nel 1955, l'Organizzazione Internazionale per le Standardizzazioni fissò la frequenza del La sopra al Do centrale a 440 Hz, ma in passato sono state usate varie frequenze.
Fino al XIX secolo non ci sono stati tentativi di collaborazione per trovare uno standard all'altezza delle note e i livelli in Europa erano i più diversi. Anche all'interno di una singola chiesa, l'altezza usata poteva variare nel tempo per via del modo in cui si accordavano gli organi. Generalmente l'estremità della canna di un organo veniva ribattuta verso l'interno in modo da formare un cono o aperta verso l'esterno per variare la frequenza. Quando le estremità divenivano troppo danneggiate da questo costante processo, venivano tutte tagliate, riducendone la lunghezza e aumentando così l'intonazione generale dell'organo. Il più alto in assoluto è quello dell'organo Stertzing della chiesa di san Pietro a Erfurt, del 1702, il cui La corrisponde ad una frequenza di 519 Hz.
Ci si può fare un'idea della variabilità dell'altezza esaminando i vecchi diapason per accordatura, le canne degli organi ed altre fonti. Per esempio un vecchio pitchpipe (un particolare di fischietto detto corista, utilizzato come riferimento per accordare) utilizzato in Inghilterra nel 1720 suona il La sopra al Do centrale a 380 Hz, mentre gli organi suonati da Johann Sebastian Bach ad Amburgo, Lipsia e Weimar erano calibrati a A = 480, una differenza di circa quattro semitoni. In altre parole il La prodotto dal pitchpipe del 1720 aveva la stessa frequenza del Fa di uno degli organi di Bach!
L'altezza non variava solo a seconda del posto o del periodo, il livello poteva variare anche all'interno di una città. L'altezza di un organo di una cattedrale inglese del XVII secolo, per esempio, poteva essere inferiore di cinque semitoni rispetto a quella di uno strumento a tastiera casalingo della stessa città.

## Ricerca di un'altezza convenzionale
Durante quei periodi in cui la musica strumentale divenne preminente rispetto al canto si nota una tendenza continua dell'altezza ad aumentare. Questa "inflazione dell'altezza" sembra dovuta alla competizione fra gli strumentalisti, ognuno teso a produrre un suono più chiaro e brillante di quello dei rivali; il che è particolarmente difficile con gli strumenti a fiato, dove la competizione coinvolge di più i fabbricanti che i musicisti. Bisogna ricordare che l'inflazione dell'altezza è un problema solo quando le composizioni musicali sono fissate secondo una notazione e la combinazione di numerosi strumenti a fiato e della musica scritta ha di conseguenza ristretto quasi completamente il fenomeno dell'inflazione dell'altezza alla tradizione Occidentale.
In almeno due momenti l'inflazione dell'altezza divenne così evidente che si rese necessaria una riforma. All'inizio del XVII secolo Michael Praetorius notava nel suo enciclopedico Syntagma musicum che i livelli d'altezza erano diventati talmente elevati che i cantanti soffrivano di problemi alla gola e che liutisti e violisti si lamentavano per le corde rotte. Analizzando le estensioni vocali tipiche citate da Pretorius si può concludere che il livello d'altezza del suo tempo, almeno nella parte di Germania dove viveva, era più alto di oggi di almeno una terza minore (tre semitoni). Le soluzioni che venivano applicate erano sporadiche e locali, ma comportarono in generale la creazione di standard separati per voci e organo da una parte ("Chorton") e per compagnie da camera dall'altra ("Kammerton"). Quando i due gruppi suonavano insieme, come in una cantata, cantanti e strumentalisti potevano suonare la musica scritta in due chiavi diverse. Questo sistema fu mantenuto per circa due secoli.
Ci si accorse di queste differenze nell'altezza del suono anche attraverso l'osservazione dei diversi diapason per l'accordatura. Ad esempio, un diapason che fa riferimento a Handel, risalente al 1740, è accordato ad un La= 422,5 Hz, mentre uno più tardo del 1780 è accordato ad un La= 409 Hz, quasi un semitono più basso. In generale, verso la fine del XVIII secolo la frequenza del La centrale varia in una gamma di altezze comprese tra il 400 Hz ai 450 Hz.
Anche l'avvento della musica sinfonica e dell'orchestra come strumento indipendente e non più solo d'accompagnamento ripropose il problema dell'altezza ed una tendenza ad aumentare nuovamente. L'aumento si riflesse nei diapason prodotti nel periodo: un diapason del 1815 dalla opera house di Dresda dà A = 423,2 Hz, mentre un altro di undici anni dopo della stessa orchestra dà A = 435 Hz. Alla Scala di Milano, il La arrivò fino a 451 Hz.
La maggior parte degli oppositori alla tendenza al rialzo erano i cantanti, che lamentavano il crescente sforzo nel cantare. Principalmente per queste proteste il governo francese fece approvare una legge il 16 febbraio 1859 che definiva il La sopra al Do centrale a 435 Hz. Questo fu il primo tentativo di standardizzazione dell'altezza su un territorio così ampio e fu conosciuto come il diapason normal. Divenne una convenzione abbastanza popolare anche al di fuori della Francia.
Comunque continuarono ad esserci le variazioni. Uno standard alternativo, conosciuto come altezza filosofica o scientifica, fissava il Do centrale a 256 Hz (cioè 28 Hz) e quindi poneva il La superiore a circa 430,54 Hz. Questa convenzione ottenne una discreta popolarità per via della sua immediatezza matematica (la frequenza di ogni Do è una potenza di due). Ma non ottenne lo stesso riconoscimento ufficiale di A = 435 e non fu molto usato.
Nel 1939 una conferenza internazionale consigliò che il La sopra al Do centrale fosse accordato a 440 Hz. Questo standard fu ufficializzato dalla Organizzazione Internazionale per le Standardizzazioni nel 1955 (e riconfermato nel 1975) come ISO 16. La differenza fra questo standard e il diapason normal è dovuta alla confusione su quale fosse la temperatura alla quale deve essere misurato lo standard Francese. Lo standard doveva essere 439 Hz, ma fu cambiato in A = 440 Hz perché più facile da riprodurre in laboratorio, dato che 439 è un numero primo.
Nonostante questa confusione, A = 440 Hz è l'accordatura più usata nel mondo. Le orchestre degli Stati Uniti e del Regno Unito tendono ad aderire a questa convenzione come concert pitch. In altri paesi, comunque, un'altezza un po' più acuta è diventata la norma: A = 442 è comune nelle orchestre dell'Europa continentale, mentre A = 445 è diffuso in Germania, Austria e Cina.
In pratica, dato che le orchestre continuano ad accordarsi su una nota fornita dall'oboe piuttosto che da un dispositivo di accordatura elettronico e dato che l'oboista potrebbe non avere usato un tale dispositivo per accordare il suo strumento, c'è ancora una piccola varianza nell'esatta altezza usata.
Anche gli strumenti solisti come il pianoforte (con cui un'orchestra si accorda se suonano assieme) non sono tutti accordati A = 440 Hz.

## Variare l'altezza di una corda
Ci sono tre modi di cambiare l'altezza di una corda che vibra.
Gli strumenti della famiglia degli archi così come numerosi altri cordofoni vengono accordati variando la tensione delle corde perché modificare la lunghezza o la massa per unità di lunghezza non sono metodi di pratica applicazione.

### Lunghezza
L'altezza viene modificata variando la lunghezza della corda. Una corda più lunga darà un suono più grave, mentre una corda più corta darà un suono più acuto. Il cambiamento di frequenza è inversamente proporzionale alla variazione di lunghezza, e un cambiamento geometrico in lunghezza corrisponde a un cambiamento aritmetico in frequenza:
{\displaystyle f\propto {\frac {1}{l}}}
Una corda lunga il doppio produce un suono più basso di un'ottava.

### Tensione
L'altezza viene modificata variando la tensione. Una corda con minore tensione (più lente) darà un suono più grave, mentre una corda con maggiore tensione (più tesa) darà un suono più acuto.
Il cambio di frequenza è proporzionale alla radice quadrata del cambio di tensione:
{\displaystyle f\propto {\sqrt {T}}}

### Densità
L'altezza viene modificata anche variando la densità della corda, intesa come massa per unità di lunghezza.
Una corda più pesante darà un suono più grave, una corda più leggera darà un suono più acuto.
Il cambio di frequenza è inversamente proporzionale alla radice quadrata del cambio di densità:
{\displaystyle f\propto {1 \over {\sqrt {\rho }}}}